# Bedin I
Bedin I est une galaxie naine sphéroïdale située dans la constellation du Paon. Elle est à environ 28,38 millions d'années-lumières de la Terre, derrière l'amas globulaire NGC 6752. Bedin I est peut-être l'une des plus anciennes galaxies connues, s'étant formée il y a environ 10 à 13 milliards d'années, et est l'une des galaxies naines les plus isolées connues, située à environ 2,12 millions d'années-lumière de NGC 6744, son plus proche voisin avec laquelle elle peut être physiquement associée. Elle est considérée par les astronomes comme un "fossile" des débuts de l'univers. Elle a été découverte par l'astronome italien Luigi Rolly Bedin de l'Observatoire astronomique de Padou alors que son équipe étudiait les naines blanches dans NGC 6752 à l'aide du télescope spatial Hubble en septembre 2018. Cette découverte a été annoncée dans un article publié en janvier 2019.

## Nomenclature
Bedin I a été nommée par l'équipe de sa découverte d'après le patronyme de leur chef, Luigi Bedin,, chercheur à l'observatoire de l'Institut national d'astrophysique de Padoue, en Italie. Il a été crédité comme le seul découvreur de la galaxie par son équipe préférant éviter que la galaxie ne reçoive « une identification anonyme basée sur ses coordonnées ».

## Caractéristiques
La galaxie Bedin I est une galaxie sphéroïdale naine isolée, située à environ 8,7 mégaparsecs, soit environ 28,38 millions d'années-lumière, de la Terre , avec des caractéristiques similaires à KKR 25 et à la galaxie naine de Tucana. Sa taille est estimée à environ 840 par 340 parsecs, ou 2 700 par 1 100 années-lumière, soit un cinquième de la taille du Grand Nuage de Magellan. À une métallicité de -1,3, la population de la galaxie est composée d'étoiles géantes rouges pauvres en métal et sa luminosité est environ mille fois plus faible que celle de la Voie lactée , à un magnitude absolue de -9,76. On pense que Bedin I s'est formée il y a environ 10 à 13 milliards d'années sans qu'aucune formation d'étoile ne se soit produite depuis lors, ce qui en fait l'une des plus anciennes galaxies connues. Bedin I est aussi probablement la galaxie naine la plus isolée connue, située à au moins 650 kiloparsecs, soit 2,12 millions d'années-lumière, de sa plus proche voisine, la galaxie spirale intermédiaire NGC 6744 ; les galaxies de la Voie lactée et d'Andromède sont séparées par une distance similaire. Une association physique avec NGC 6744 a cependant été spéculée, en raison de la distance angulaire étroite entre les galaxies et de leurs distances physiques similaires de la Terre. Son âge, son isolement et son manque d'interaction avec d'autres galaxies l'ont conduite à être considérée comme un « fossile » depuis l'univers primitif. 

## Observation
Bedin I est situé dans la constellation du Paon, à une ascension droite de 19h 10m 45.41s et une déclinaison de -59° 55′ 04.32″. La galaxie est située derrière un groupe d'étoiles sans nom au premier plan dans l'amas globulaire NGC 6752. Bedin I mesure environ 20 secondes d'arc sur 8 et a une magnitude apparente de 19,94, bien que sa visibilité soit considérablement réduite par NGC 6752, l'un des amas globulaires les plus brillants du ciel avec une magnitude apparente de 5,4, Bedin I a été quand même découverte par l'équipe recherchant des naines blanches dans l'amas en vue de mieux déterminer l'âge de cet amas. La galaxie est partiellement apparue dans le champ de vision lors du programme GO-15096 du télescope spatial Hubble, dirigé par le chercheur principal Luigi R. Bedin, qui s'est déroulé entre le 7 et le 18 septembre 2018. Le programme, qui a vu le Wide Field Channel (WFC) de l'Advanced Camera for Surveys (ACS) pointé vers NGC 6752 pour 75 expositions d'une durée de 1 270 secondes chacune, a été réalisé sur 40 orbites ; ces expositions ont permis de capturer des objets avec une magnitude apparente supérieure à 30. Cependant, cinq des orbites ont échoué, en raison d'une mauvaise acquisition de l'étoile guide. La revue Monthly Notices of the Royal Astronomical Society: Letters a publié l'article scientifique en trois parties de l'équipe sur les résultats du programme le 31 janvier 2019, la première partie étant consacrée à la découverte de Bedin I. Un deuxième programme de 40 orbites, GO-15491, est actuellement prévu pour fin 2019,. 